# Bengt Dieden
Bengt Vincent Dieden, född 30 augusti 1911 i Flackarps församling, Malmöhus län, död 26 februari 2002, var en svensk företagsledare och ingenjör.

## Biografi
Dieden var son till godsägaren Henrik Dieden och Ebba Baeckström. Han tog studentexamen i Lund 1929, reservofficersexamen 1932 (kapten vid Wendes artilleriregementes (A 3) reserv till 1981) och studerade vid Kungliga Tekniska högskolan (KTH) 1935. Dieden var kemist vid Svenska Sockerfabriks AB (SSA) i Trelleborg AB 1935-1936, anställd vid SSA i Arlöv 1936-1942 (fabriksassistent 1938) och i Köpingebro 1942-1944. Han var disponent vid Roma sockerbruk 1944-1948, vid Köpingebro sockerbruk 1948-1955, överingenjör vid SSA i Malmö 1955 och teknisk direktör där från 1960. Han var VD för SSA 1974-1976.
Han var styrelseledamot i SSA, AB Felix, Reymersholms livsmede AB, AB Gotlands förenade kalkbrott, Minnesbergs tegelbruks AB och Elektriska AB AEG med flera. Dieden blev ledamot av Kungliga Ingenjörsvetenskapsakademien 1960, av Kungliga Skogs- och Lantbruksakademien 1967 och var medlem av Rotary International.
Dieden gifte sig 1940 med Märta von Schéele (född 1914), dotter till överkontrollant Carl von Schéele och Herta Håkansson. Han var far till Eva (född 1940), Marianne (född 1942), Henrik (född 1944) och Johan (född 1946). Dieden avled 2002 och gravsattes på Gamla kyrkogården i Malmö.